# Santi patroni della città di Venezia
La città di Venezia ha avuto nel corso del tempo numerosi santi che ne sono stati considerati patroni. 

## La storia
La città di Venezia aveva anticamente come patrono San Teodoro di Amasea, chiamato in veneziano "San Todaro". In seguito, nell'828, Venezia assunse  quale santo patrono San Marco Evangelista, cui è dedicata l'omonima basilica. 
Alcune epidemie nei secoli successivi portarono i Veneziani a invocare particolari santi, che furono più tardi riconosciuti quali patroni della città, in ricordo della loro intercessione presso Dio: è quello che la chiesa chiama Comunione dei Santi. Nel '600 la Repubblica di Venezia intraprese diverse guerre ed esortò i cittadini a invocare quali protettori celesti della città nuovi santi: così si ebbe una nuova ondata di dichiarazioni di nuovi patroni. Infine, nel XVIII secolo, il Patriarcato di Venezia proclamò patroni ulteriori santi. Con queste ultime dichiarazioni si arriva ad oggi a ben 25 santi compatroni della città. 

## I patroni principali
- Annunciazione della Beata Vergine Maria, 25 marzo: in ricordo della mitica data della fondazione di Venezia il 25 marzo 421. Non aveva una chiesa che fosse un particolare riferimento per il suo culto a Venezia.
- San Marco Evangelista, 25 aprile: le sue reliquie furono traslate a Venezia nell'828. La sua chiesa principale è la Basilica di San Marco.
- San Lorenzo Giustiniani, 8 gennaio: primo patriarca di Venezia, non aveva un particolare luogo di culto.

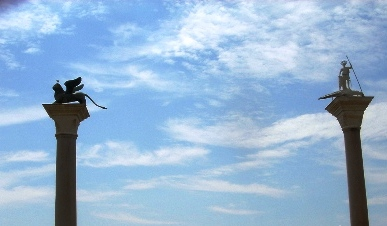
Le colonne di San Marco e San Teodoro in piazza San Marco

## Santi e beati di antica tradizione
A seguire, un elenco di santi e beati venerati nel corso dei secoli dai cittadini veneziani in quanto nativi di Venezia (oppure originari delle zone lagunari limitrofe), perlopiù di ascendenza patrizia, il cui culto non sempre fu confermato ufficialmente dalla Chiesa:
- Santi Ermagora e Fortunato, 12 luglio: martiri di Aquileia e primi evangelizzatori della Venetia et Histria, ascoltarono le predicazioni di San Marco ed Ermagora fu consacrato vescovo da San Pietro: la loro chiesa principale a Venezia è San Marcuola, forma locale popolare del nome di Ermagora; erano i patroni del patriarcato di Aquileia, e conseguentemente del patriarcato di Grado, dal quale trae origine il patriarcato di Venezia.
- San Magno di Oderzo, 5 ottobre: vescovo del VI-VII secolo, è venerato anche come fondatore di otto antichissime chiese veneziane.
- San Tiziano di Oderzo, 16 gennaio: vescovo del VII secolo.
- Beato Orso Badoer (culto non riconosciuto): doge nel X secolo.
- San Pietro Orseolo, 10 gennaio: doge nel X secolo, fu canonizzato nel 1731 e fu considerato patrono dei Dogi.
- San Gerardo Sagredo, 24 settembre: vescovo e martire del X-XI secolo.
- Beato Nicolò Giustiniani, 21 novembre: monaco del XII secolo.
- Beato Pietro Acotanto, 26 agosto: monaco del XII secolo.
- Beato Leone Bembo: vescovo del XII secolo.
- Beata Anna Michiel Giustiniani, 22 novembre: monaca del XII secolo.
- Beato Giovanni Olini: pievano del XIII secolo.
- Beata Giuliana di Collalto, 1 settembre: monaca del XII-XIII secolo.
- Beato Jacopo Salamon, 31 maggio: frate domenicano del XIII-XIV secolo.
- Beata Contessa Tagliapietra, 1 novembre: vergine del XIII-XIV secolo.
- Beato Francesco Querini (culto non riconosciuto): patriarca del XIV secolo.
- San Lorenzo Giustiniani, 8 gennaio: patriarca del XIV-XV secolo.
- Beato Antonio Bembo: monaco gesuato del XIV-XV secolo.
- Beato Bartolomeo Michiel: monaco del XIV-XV secolo.
- Beato Antonio Correr (culto non riconosciuto): cardinale del XIV-XV secolo.
- Beata Illuminata Bembo, 18 marzo: clarissa francescana del XV secolo.
- Beata Eufemia Giustiniani, 2 giugno: monaca benedettina del XV secolo.
- Beato Maffeo Contarini (culto non riconosciuto): patriarca del XV secolo.
- Beato Antonio Pizzamano (culto non riconosciuto): vescovo del XV-XVI secolo.
- Beato Paolo Giustiniani, 25 giugno: monaco del XV-XVI secolo.
- Beato Giovanni Francesco Marinoni, 13 dicembre: sacerdote del XV-XVI secolo.
- San Girolamo Emiliani (o Miani), 8 febbraio: figlio di Angelo e di Eleonora Morosini, nato a Venezia nel 1486, morto a Somasca l'8 febbraio 1537, fondatore della Congregazione dei Chierici regolari di Somasca nel 1532, canonizzato nel 1767; nel 1928 proclamato Padre e Patrono Universale degli orfani e della gioventù abbandonata.

## I santi patriarchi di Venezia
- San Lorenzo Giustiniani, 8 gennaio: fu il primo patriarca di Venezia.
- San Pio X, 21 agosto: fu patriarca di Venezia e poi papa.
- San Giovanni XXIII, 11 ottobre: fu patriarca di Venezia e poi papa.
- Beato Giovanni Paolo I, 26 agosto: fu patriarca di Venezia e poi papa.

## I santi dichiarati patroni per l'intercessione durante epidemie e calamità
- San Rocco, 16 agosto: originario di Montpellier, il suo santuario principale è la chiesa omonima in cui si venerano le sue reliquie.
- Cristo Redentore, terza domenica di luglio: si commemora Gesù che avrebbe salvato la città dalla terribile pestilenza del 1575-1577; la città fece un voto al Signore promettendo la costruzione di una chiesa progettata dal Palladio.
- Madonna della Salute, 21 novembre: venerata nell'omonima basilica - santuario di Dorsoduro, fu ampiamente invocata per la liberazione della città dalla pestilenza del 1625.

## I santi dichiarati patroni per la venerazione ottenuta dalla pietà popolare
- San Giuseppe, 19 marzo, e San Giuseppe Artigiano, 1 maggio: patrono di un gran numero di lavoratori e santo dichiarato patrono universale della Chiesa, moltissimi furono i suoi devoti; il suo luogo di culto prediletto è la Chiesa di San Giuseppe di Castello.
- San Filippo Neri, 26 maggio: patrono della gioventù e santo della Controriforma; la sua figura seppe diffondersi anche a Venezia, dove fu accettato e venerato dagli abitanti della città.
- San Francesco d'Assisi, 4 ottobre: fondatore dei Frati Minori, i quali vennero anche a Venezia diffondendone la devozione tra il popolo; ancora oggi esistono la Chiesa di San Francesco della Vigna e l'isoletta di San Francesco del Deserto per ricordare il celebre assisiate.
- San Bernardino da Siena, 20 maggio: celebre predicatore francescano.
- Santa Marina di Bitinia, 17 luglio: monaca.
- San Giovanni Nepomuceno, 16 maggio: santo la cui devozione si diffuse nel XVIII secolo.
- Sant'Antonio di Padova, 13 giugno: celebre santo taumaturgo, predicatore e teologo francescano.

## I santi venerati come patroni per le guerre
Questi santi sono considerati intercessori presso Dio perché ottennero di far trionfare in guerra i Veneziani nel giorno della loro memoria, che fu poi dichiarato festivo:
- Santa Giustina, 7 ottobre.
- Santa Maria Maddalena, 22 luglio.

## I santi dichiarati patroni nel 1787 dalla Santa Sede durante l'operazione di riduzione delle feste di precetto
- Sant'Anna, 26 luglio: madre della Vergine Maria, aveva una chiesa a lei dedicata a Venezia, oggi sconsacrata.
- San Michele Arcangelo, 29 settembre: capo della milizia celeste.

## Santa Lucia
- Santa Lucia, 13 dicembre: martire siracusana e patrona della vista, le cui spoglie sono conservate a Venezia nella Chiesa di San Geremia, chiamata anche Santuario di Lucia.